# District de Devoll
Le district de Devoll est un des 36 districts autonomes de l'Albanie d'une superficie de 429 km2 avec une population de 38 000 habitants. La capitale du district est Bilisht. Le district dépend de la préfecture de Korçë.
Le district est enclavé entre les districts albanais de Kolonje et de Korçë ainsi que la Grèce.

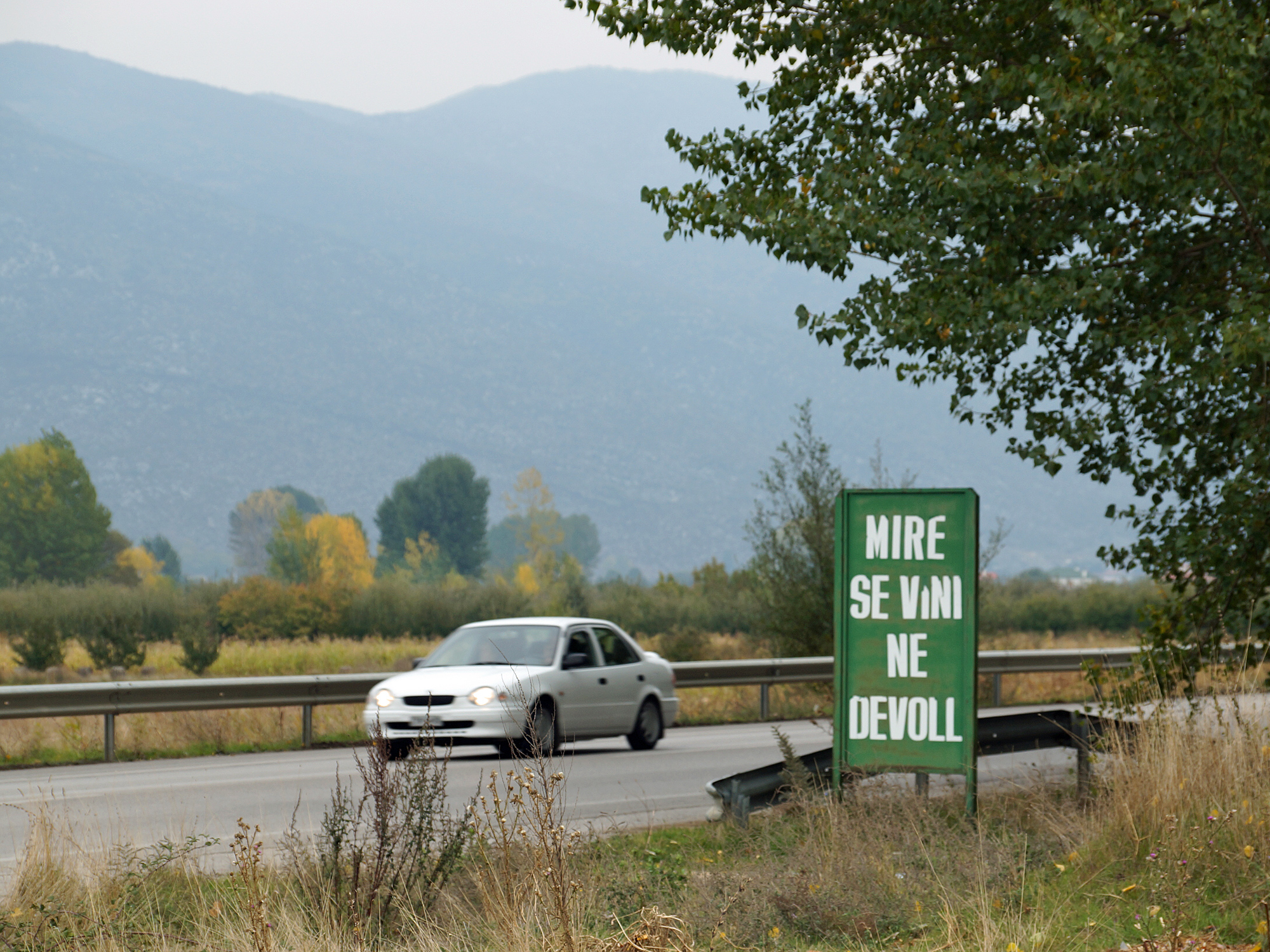
Panneau de bienvenue entre les districts de Korçë et de Devoll
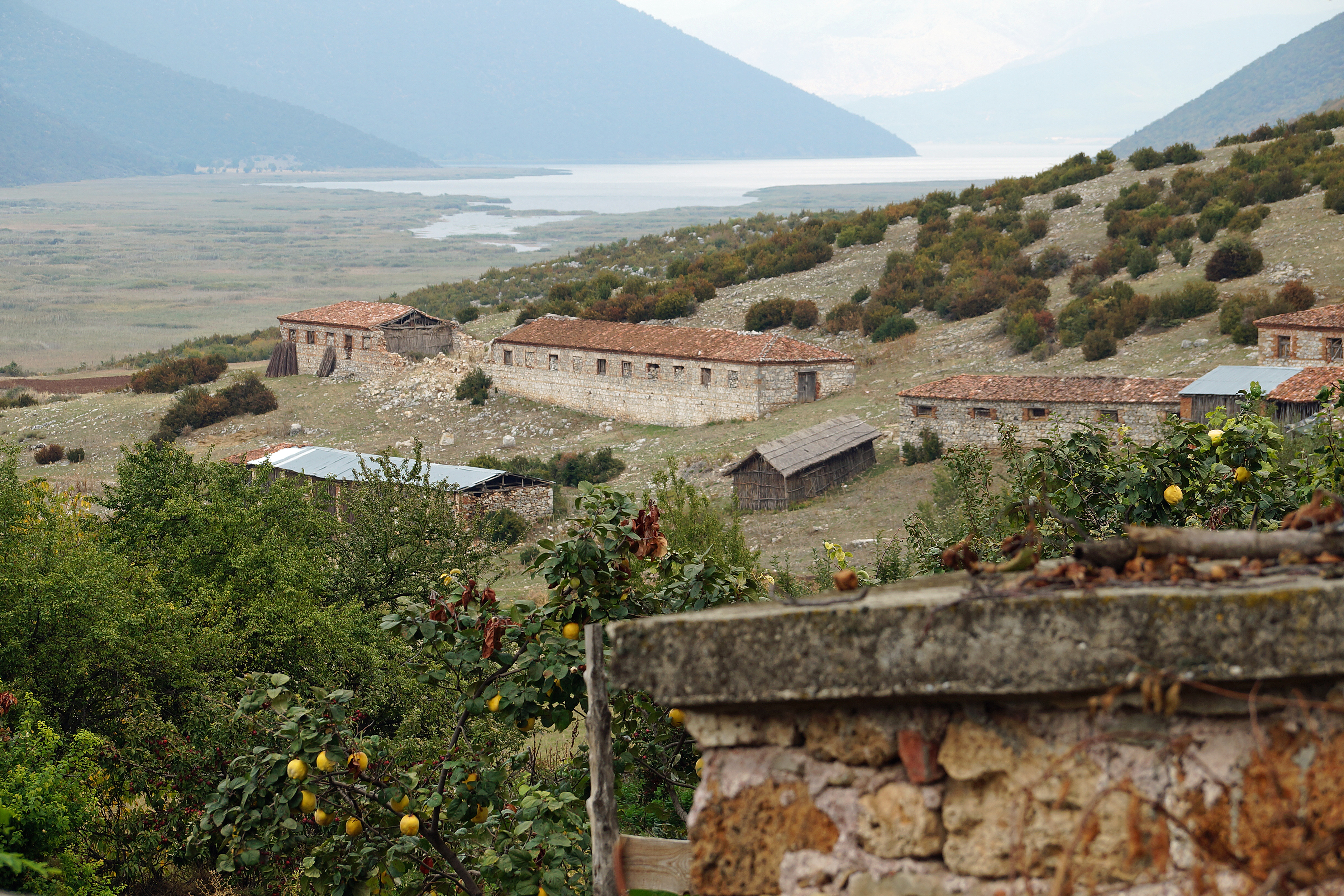
Envasevement dans la municipalité de Zagradec